# Pankaj Sharma
Pankaj Sharma (2 de mayo de 1977) es un deportista indio que compitió en judo. Ganó una medalla de plata en el Campeonato Asiático de Judo de 1997 en la categoría de –65 kg.

## Palmarés internacional
| Campeonato Asiático | Campeonato Asiático | Campeonato Asiático | Campeonato Asiático |
| Año                 | Lugar               | Medalla             | Categoría           |
| ------------------- | ------------------- | ------------------- | ------------------- |
| 1997                | Manila (Filipinas)  | Medalla de plata    | –65 kg              |